# Sporisorium pseudechinolaenae
Sporisorium pseudechinolaenae är en svampart som beskrevs av Vánky & C. Menge 1993. Sporisorium pseudechinolaenae ingår i släktet Sporisorium och familjen Ustilaginaceae.   Inga underarter finns listade i Catalogue of Life.